# کلاس آدم‌کشی (فیلم)
آنساتسو کیوشیتسو یا کلاس آدم‌کشی (ژاپنی: 映画 暗殺教室 هپبورن: Ansatsu Kyōshitsu) فیلمی ژاپنی در ژانر علمی تخیلی و کمدی اکشن به کارگردانی ایچیرو هاسومی و محصول سال ۲۰۱۵ است. فیلم‌نامه این فیلم توسط تاتسویا کانازاوا بر اساس مجموعه مانگایی به همین نام اثر ماتسویی یوسی به رشته تحریر درآمده است. ریوسوکه یامادا، ماساکی سودا، مایکا یاماموتو، کانگ جی-یونگ، ماسانوبو کاتاشیما، کیپی شینا، و کازوناری نینومیا بازیگران فیلم هستند. کلاس آدم‌کشی در تاریخ ۲۱ مارس ۲۰۱۵، توسط توهو در ژاپن اکران شد. دنبالهٔ این فیلم تحت عنوان کلاس آدم‌کشی: فارغ‌التحصیلی در مارس ۲۰۱۶ به نمایش درآمد.

## داستان
فیلم با تلاش ناموفق ارتش ژاپن برای دستگیری هر کسی که بیش از ۷۰٪ از ماه را نابود کرده است شروع می‌شود، که کل تیم اعزامی برای گرفتن آن توسط یک موجود شاخکدار مرموز مورد حمله قرار می‌گیرند.

## بازیگران
- ریوسوکه یامادا در نقش ناگیسا شیوتا
- کازوناری نینومیا در نقش کورو سنسه
- ماساکی سودا در نقش کارما آکابانه
- مایکا یاماموتو در نقش کائدا کایانو
- سیکا تاکه‌تومی در نقش ریو ناکامورا
- میو یوکی در نقش یوکیکو کانزاکی
- میکو اوئه‌هارا در نقش مانامی اوکودا
- کانا هاشیموتو در نقش توپخانه ثابت هوش خودمختار «ریتسو»
- سیشیرو کاتو در نقش ایتونا هوریبه
- میری کیریتانی در نقش آگوری یوکیمورا (حضور افتخاری)
- واکانا آئویی در نقش آیاکا سایتو (斎藤 綾香 Saitō Ayaka؟)
- کوتارو یوشیدا در نقش کنساکو اونو (大野 健作 Ōno Kensaku؟)
- تاکئو ناکاهارا در نقش گوکی اوناگا (尾長 剛毅 Onaga Gōki؟)
- کانگ جی-یونگ در نقش ایرینا یلاویچ
- ماسانوبو کاتاشیما در نقش آکیرا تاکائوکا
- کیپی شینا در نقش تادائومی کاراسوما